# Carijoa
Carijoa is een geslacht van koralen uit de familie van de Clavulariidae.

## Soorten
- Carijoa multiflora (Laackman, 1909)
- Carijoa operculata (Bayer, 1961)
- Carijoa riisei (Duchassaing & Michelotti, 1860)
- Carijoa rupicola Mueller, 1867